# Chuseok
Chuseok, soms ook geschreven als 'Chusok', is samen met seollal (nieuw jaar) de belangrijkste feestdag in Korea. Het feest wordt gevierd op de vijftiende dag van de achtste maand volgens de Koreaanse maankalender. Het is ook bekend onder de naam Hangawi (한가위, han = groot, gawi = midden, de grote dag in het midden van de herfst). Chuseok valt samen met het Chinese najaarsfestival.
Al sinds het begin van de vroege Silla-periode wordt hangawi gevierd. Het groeide uit tot een wedstrijd tussen twee wevende teams die na een maand van weven keken wie de meeste wol had geweven. Het winnende team werd dan door het verliezende team getrakteerd op een feestmaal.
Tegenwoordig staat Chuseok vooral in het teken van het massale vertrek van Koreanen naar hun geboorteplaats, de plek voor Koreanen waar niet alleen jij geboren bent maar waar ook de geest van je voorvaderen nog aanwezig is. 's Morgens vroeg worden rites van voorouderverering uitgevoerd en vaak brengt men een bezoek aan de graven van directe voorouders om deze te onderhouden en om 'samen' met de voorouders te eten en drinken. Chuseok is een echt familiefeest in Korea. Zie ook Ganggangsullae.

## Chuseok data
Volgens de gregoriaanse kalender wordt Chuseok op de volgende data gevierd:
- 2006: 6 oktober
- 2007: 25 september
- 2008: 14 september
- 2009: 3 oktober
- 2010: 22 september
- 2011: 12 september
- 2012: 30 september
- 2013: 19 september
- 2014: 8 september
- 2015: 27 september
- 2016: 15 september
- 2017: 4 oktober
- 2018: 24 september
- 2019: 13 september
- 2020: 1 oktober
- 2021: 21 september

Zowel de dag voor als na Chuseok is een vrije dag voor veel Zuid-Koreanen. Het is tevens de tijd waarin veel nieuwe films uitkomen in de bioscoop.